# Bøjle
En bøjle er et buet stykke materiale af træ, plastik, metal eller andet. Forskellige typer bøjler bruges til forskellige formål. Mulige anvendelser omfatter bl.a.:
- Tøjbøjle til ophængning af tøj
- Tandbøjle til regulering af tænder